# Festkörperspektroskopie
Die Festkörperspektroskopie ist eine Gruppe von spektroskopischen Analyseverfahren für die Untersuchung von Materialeigenschaften von Festkörpern (elektronische, optische, magnetische usw.). Zur Festkörperspektroskopie gehören somit die Teile der Atom- und Molekülspektroskopie, die sich mit den speziellen Eigenschaften der festen Phasen beschäftigen.
Beispielsweise:
- Fotoleitungsspektroskopie,
siehe Photoelektrischer Effekt#Innerer photoelektrischer Effekt
- Reflexionsspektroskopie
- Röntgenfluoreszenzanalyse
- Nukleare Festkörperspektroskopie